# Henri Saivet
Henri Saivet (Dakar, Senegal, 26 de octubre de 1990) es un futbolista senegalés nacionalizado francés. Juega de delantero y su equipo es el Clermont Foot 63 de la Ligue 2.

## Trayectoria
Firmó su primer contrato profesional con el Girondins de Burdeos en 2007 y así se convirtió en el futbolista profesional más joven en la historia del club.
Brilló en el Campeonato Europeo sub-17 jugado en Turquía, donde anotó varios goles y llamó la atención de los ojeadores de los equipos más importantes del continente.
El 24 de agosto de 2016 se hizo oficial su llegada al A. S. Saint Etienne, proveniente del Newcastle United F. C., en calidad de cedido por un año.

## Selección nacional
Ha sido internacional con la selección de fútbol de Senegal.

## Clubes
| Club                         | País       | Año       |
| ---------------------------- | ---------- | --------- |
| F. C. Girondins de Burdeos   | Francia    | 2007-2016 |
| Angers S. C. O. (cedido)     | Francia    | 2011      |
| Newcastle United F. C.       | Inglaterra | 2016-2021 |
| A. S. Saint-Etienne (cedido) | Francia    | 2016-2017 |
| Sivasspor (cedido)           | Turquía    | 2018      |
| Bursaspor (cedido)           | Turquía    | 2018-2019 |
| Pau F. C.                    | Francia    | 2022-2024 |
| Clermont Foot 63             | Francia    | 2024-     |

## Palmarés

### Títulos nacionales
| Título                     | Club                       | País    | Año  |
| -------------------------- | -------------------------- | ------- | ---- |
| Supercopa de Francia       | F. C. Girondins de Burdeos | Francia | 2008 |
| Copa de la Liga de Francia | F. C. Girondins de Burdeos | Francia | 2009 |
| Ligue 1                    | F. C. Girondins de Burdeos | Francia | 2009 |
| Supercopa de Francia       | F. C. Girondins de Burdeos | Francia | 2009 |